# Draft NFL 1960
Il Draft NFL 1960 si è tenuto il 30 novembre 1959. Al momento del Draft, i Cardinals risiedevano ancora a Chicago, si sarebbero trasferiti a St. Louis nel marzo 1960. I Dallas Cowboys sarebbero stati ammessi nella lega nel gennaio 1960, dopo il draft.

## Primo giro
|  | = Pro Bowler |  | = AFL All-Star |  |  | = Hall of Famer |

| Pick # | NFL Team                                                        | Player          | Position         | College         |
| ------ | --------------------------------------------------------------- | --------------- | ---------------- | --------------- |
| 1      | Los Angeles Rams                                                | Billy Cannon    | Running back     | LSU             |
| 2      | Chicago Cardinals (divennero St. Louis Cardinals dopo il draft) | George Izo      | Quarterback      | Notre Dame      |
| 3      | Detroit Lions                                                   | Johnny Robinson | Halfback         | LSU             |
| 4      | Washington Redskins                                             | Richie Lucas    | Quarterback      | Penn State      |
| 5      | Green Bay Packers                                               | Tom Moore       | Halfback         | Vanderbilt      |
| 6      | Pittsburgh Steelers                                             | Jack Spikes     | Fullback         | Texas Christian |
| 7      | Chicago Bears                                                   | Roger Davis     | Offensive guard  | Syracuse        |
| 8      | Cleveland Browns                                                | Jim Houston     | Defensive end    | Ohio State      |
| 9      | Philadelphia Eagles                                             | Ron Burton      | Halfback         | Northwestern    |
| 10     | Baltimore Colts                                                 | Ron Mix         | Offensive tackle | USC             |
| 11     | San Francisco 49ers                                             | Monty Stickles  | End              | Notre Dame      |
| 12     | New York Giants                                                 | Lou Cordileone  | Defensive tackle | Clemson         |

## Hall of Fame
All'annata 2013, due giocatori della classe del Draft 1960 sono stati inseriti nella Pro Football Hall of Fame:
- Larry Wilson, defensive back dalla University of Utah taken scelto nel settimo giro dai Chicago Cardinals.

Induzione: Professional Football Hall of Fame, classe del 1978.
- Ron Mix, offensive tackle da USC scelto come decimo assoluto dai Baltimore Colts, firmò invece coi Los Angeles Chargers della AFL.

Induzione: Professional Football Hall of Fame Class of 1979.